# Pfyffer von Altishofen

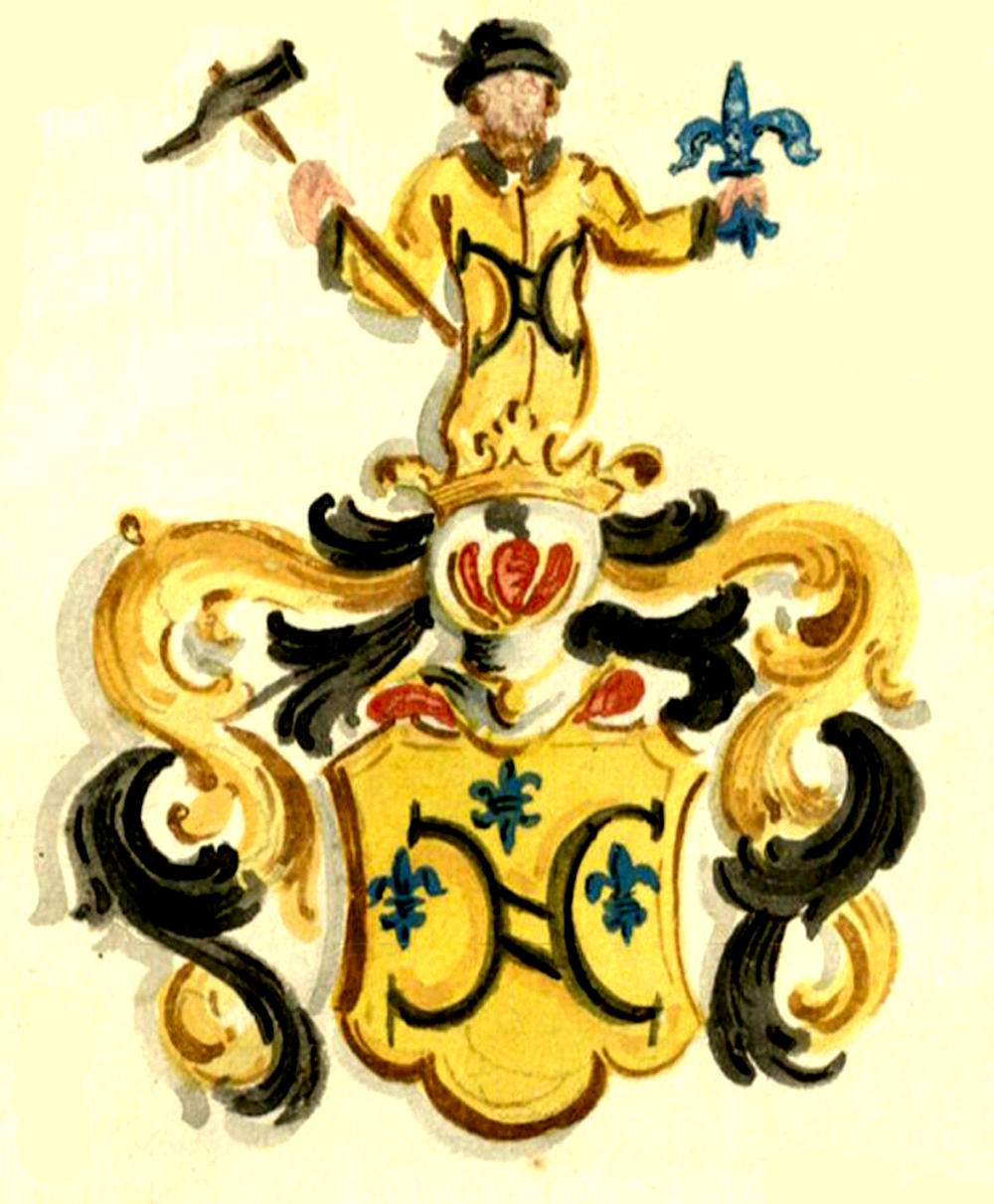
Wappen der Pfyffer von Altishofen

Pfyffer von Altishofen ist ein geadeltes Patriziergeschlecht der ehemals freien eidgenössischen Stadt und Republik Luzern. Es war die mächtigste und zahlenmässig grösste Patrizierfamilie dieses Stadtstaates und nannte sich nach ihren wichtigsten Stammhäusern: Pfyffer von Altishofen, Pfyffer von Wyher und Pfyffer von Heidegg. Letztere beiden Zweige sind erloschen.

## Geschichte

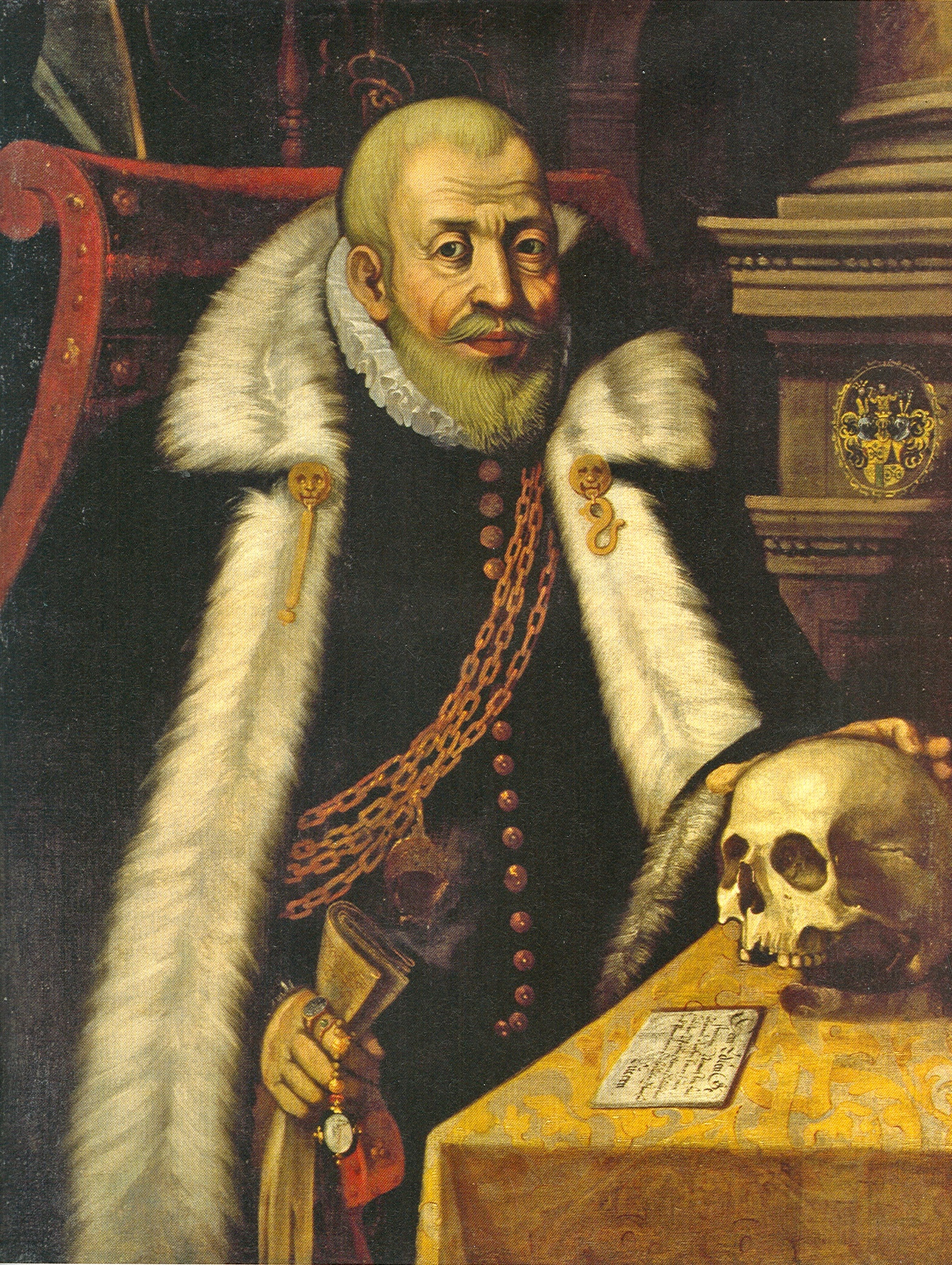
Ludwig Pfyffer von Altishofen, genannt der Schweizerkönig

1483 erhielt Johannes Pfyffer, Tuchhändler von Rothenburg, das Luzerner Bürgerrecht, und 1508 wurde er Mitglied des Kleinen Rats. Sein Sohn Leodegar, vermählt mit Margaretha Kiel, der Schwester des Humanisten Ludwig Kiel, verwaltete die Luzerner Staatsfinanzen. Von seinen vier Söhnen ist Ludwig Pfyffer (1524–1594) der berühmteste. Er baute Luzern zum katholischen Vorort aus und gilt als der Begründer der aristokratischen Verfassung Luzerns. Wegen seiner überragenden politischen und militärischen Bedeutung in Frankreich und in der Eidgenossenschaft wurde er als „Schweizerkönig“ bezeichnet.
Seit etwa 1600 hatte die Familie mit jeweils mehreren Gliedern im Grossen und im Kleinen Rat stets ein grosses Gewicht, und ihre weiblichen Vertreter waren begehrte Heiratspartien. Im Rat vertraten sie die französischen Interessen und verwalteten lange Zeit die königlichen Pensionsgelder. Den Reichtum und ihr Ansehen begründete die Familie ursprünglich durch den Tuchhandel, dann durch die Vielzahl ihrer einträglichen Ratsämter und schliesslich durch die vielen zum Teil hohen Offiziere in fremden Diensten. Zahlreiche Stiftungen gehen auf sie zurück. Viele Mitglieder bekleideten auch hohe Kirchenämter. Von 1652 bis 1982 stellten sie insgesamt 11 von 20 Kommandanten der päpstlichen Schweizergarde in Rom.

## Wappen
Blasonierung des Stammwappens: In Gold ein schwarzes Mühleisen, begleitet von drei blauen Lilien. Auf dem bekrönten Helm mit blau-goldenen Helmdecken ein gold-bekleideter Mann mit schwarzem Hut, auf dem Mantel das Mühleisen, in der rechten Hand einen Hammer, in der linken eine blaue Lilie.

## Adels- und Wappenbriefe
1559 von Franz II., 1563 von Karl IX., 1566 von Kaiser  Maximilian II., 1577 von Heinrich III.

## Bedeutende Familienangehörige

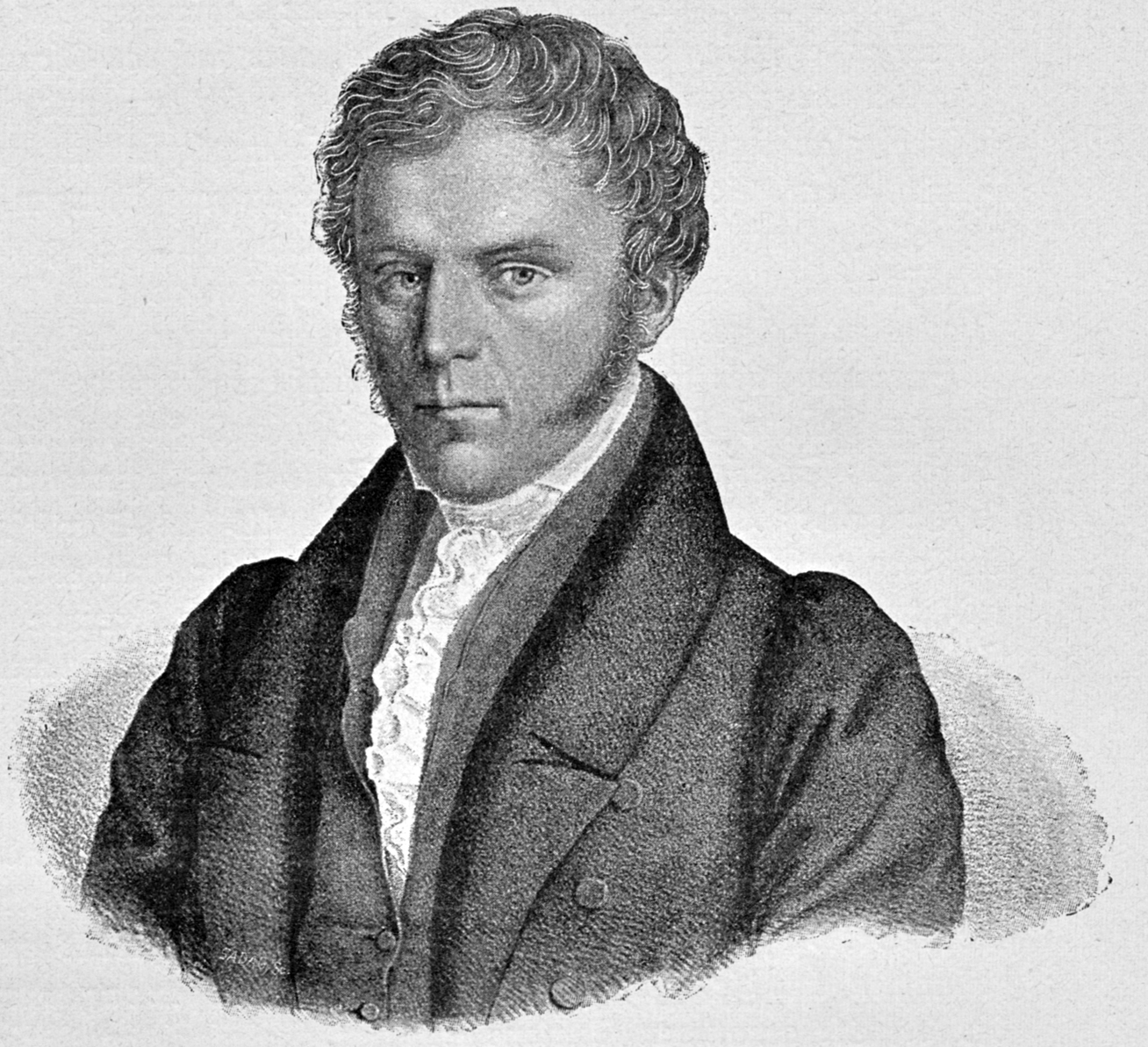
Casimir Pfyffer von Altishofen, Stadtpräsident von Luzern, Präsident des Nationalrats

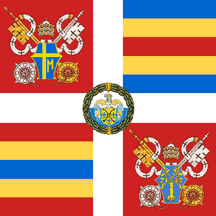
Standarte der päpstlichen Schweizergarde mit Wappen Papst Johannes Pauls II. und Zentralschild des Oberst Franz Pfyffer von Altishofen (1918–1995), des elften Pfyffer als Kommandant der Schweizergarde

- Ludwig Pfyffer von Altishofen (1524–1594), genannt „Schweizerkönig“
- Jost Pfyffer von Wyher (1531–1610), Oberst in Frankreich
- Rudolf Pfyffer von Altishofen (1545–1630), Ritter, unternahm eine Pilgerreise nach Jerusalem
- Johann Rudolf Pfyffer von Altishofen, Kommandant der Schweizergarde (1652–1657)
- Ludwig Pfyffer von Altishofen (1612–1686), Kommandant der Schweizergarde (1658–1686)
- Franz Pfyffer von Wyher (1634–1689), Maréchal de camp, Kommandant der Festung Ypern
- Franz Pfyffer von Altishofen (1623–1696), Kommandant der Schweizergarde (1686–1696)
- Franz Xaver Christoph Pfyffer von Altishofen (1680–1750), Schweizer Jesuit und Kanzelredner
- Franz Ludwig Pfyffer von Altishofen, Kommandant der Schweizergarde (1727–1754)
- Franz Alois Pfyffer von Altishofen, Kommandant der Schweizergarde (1783–1798)
- Christoph Pfyffer von Altishofen (1653–1718), Sieger von Villmergen
- Alphons Anton Pfyffer von Altishofen (1690–1753), Oberst der Leibgarde in Lothringen und Wien
- Johann Konrad Pfyffer von Altishofen, Kommandant der Schweizergarde (1712–1727)
- Franz Ludwig Pfyffer von Wyher (1716–1802), Generalleutnant in Frankreich, Schweizer Topograf
- Joseph Christoph Pfyffer von Altishofen (1718–1778), Oberstleutnant in Frankreich
- Benedikt Pfyffer von Altishofen (1731–1781), Abt des Zisterzienserklosters St. Urban
- Jost Ignaz Pfyffer von Altishofen, Kommandant der Schweizergarde (1754–1782)
- Alphons Pfyffer von Altishofen (1753–1822), Mitglied des ersten Direktoriums der Helvetischen Republik
- Eduard Pfyffer von Altishofen (1782–1834), Schultheiss von Luzern
- Karl Leodegar Pfyffer von Altishofen, Kommandant der Schweizergarde (1800–1834)
- Karl Pfyffer von Altishofen (1771–1840), Schweizer Militär und Staatsmann
- Casimir Pfyffer von Altishofen (1794–1875), bedeutende Rechtsgelehrter und liberaler Politiker, Stadtpräsident von Luzern, Präsident des Nationalrats
- Martin Pfyffer von Altishofen, Kommandant der Schweizergarde (1835–1847)
- Alphons Maximilian Pfyffer von Altishofen, auch Max Alphons Pfyffer von Altishofen (1834–1890), Generalstabschef, Schöpfer der Gotthardbefestigung, Erbauer des Grand Hotel National in Luzern, Förderer von César Ritz
- Niklaus Pfyffer (1836–1908), bedeutender Landschaftsmaler
- Hans Pfyffer von Altishofen (1866–1953), Divisionär, Kommandant der Gotthardbefestigung, ausserordentlicher bevollmächtigter Minister in Warschau.
- Heinrich Pfyffer von Altishofen, Kommandant der Schweizergarde (1942–1957)
- Franz Pfyffer von Altishofen (1918–1995), Dr. iur., Kommandant der Schweizergarde (1972–1982)
- André Pfyffer von Altishofen (* 1928), Advokat

## Ehemalige Besitzungen

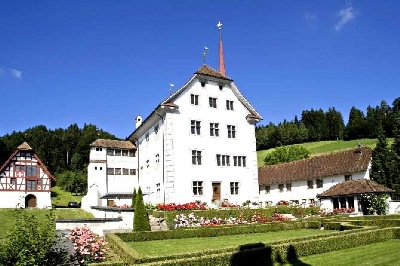
Schloss Altishofen
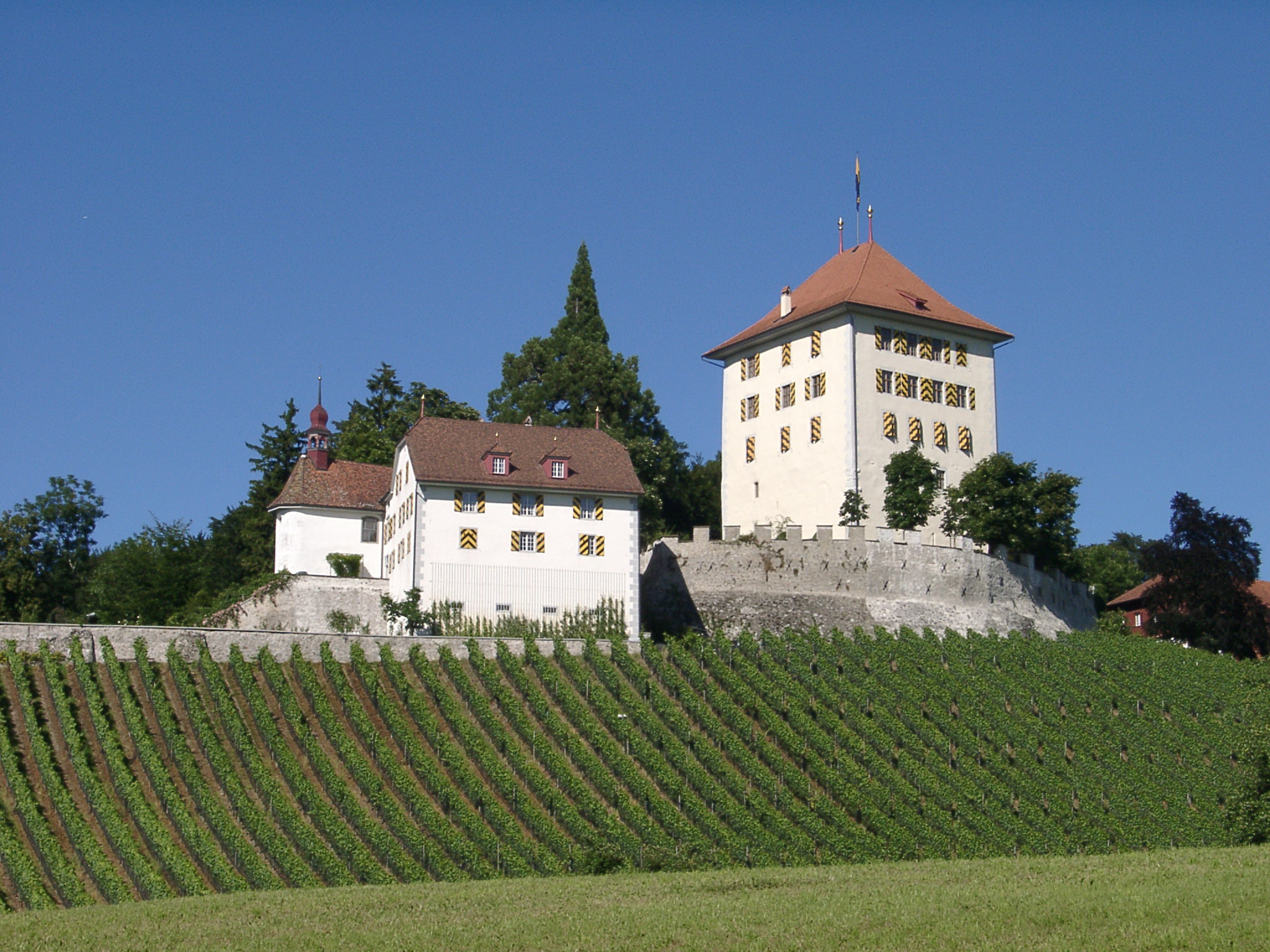
Schloss Heidegg
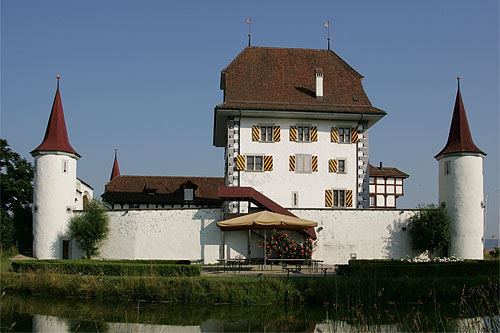
Schloss Wyher
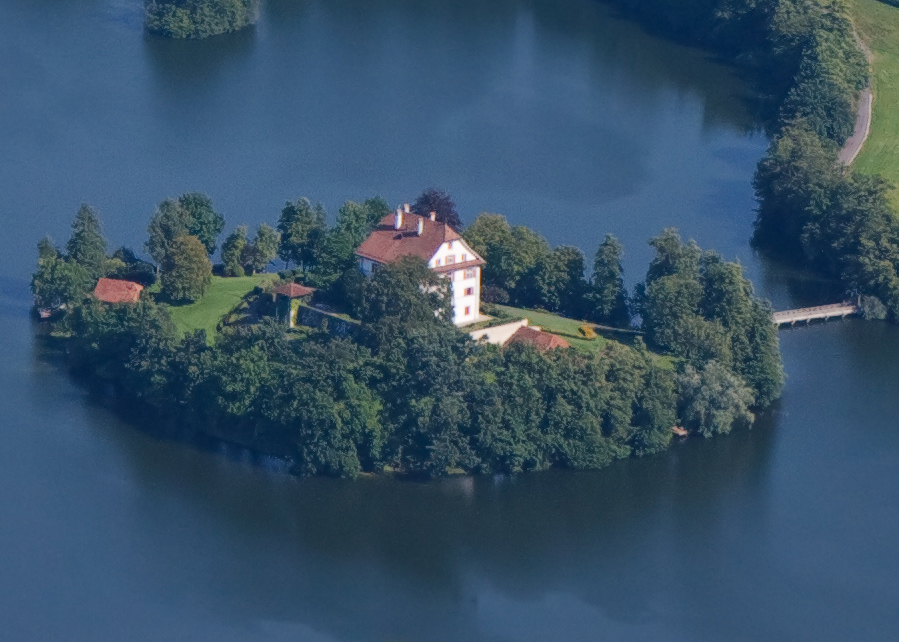
Schloss Mauensee